# Montigny-les-Jongleurs
 Montigny-les-Jongleurs  es una población y comuna francesa, en la región de Picardía, departamento de Somme, en el distrito de Amiens y cantón de Bernaville.

## Demografía
| 139 | 113 | 114 | 94 | 88 | 82 |
| Para los censos de 1962 a 1999 la población legal corresponde a la población sin duplicidades (Fuente: INSEE [Consultar]) |     |     |    |    |    |